# Dib Lutfi
Dib Lutfi (Marília, 22 de setembro de 1936 – Rio de Janeiro, 26 de outubro de 2016) foi um diretor de fotografia e cinegrafista do cinema brasileiro.

## Biografia
Descendente de sírios, mudou-se para o Rio de Janeiro no fim da adolescência. Em 1959, começou a trabalhar como câmera na TV Rio. Seu primeiro contato com o cinema se deu com o curta-metragem "O Menino da Calça Branca" (1961), ao ser chamado pelo diretor e irmão Sérgio Ricardo para render o então diretor de fotografia Ruy Santos, que precisou deixar as filmagens. No ano seguinte, em 1962, Dib participou de um seminário promovido pelo Itamaraty com o sueco Arne Sucksdorff, com quem trabalharia em seguida como assistente de câmera no longa-metragem "Fábula - Meu Lar é Copacabana" (1964).
Foi um dos responsáveis pela consolidação da estética do Cinema Novo, representada pelo lema "uma câmera na mão e uma ideia na cabeça", pois seu talento com os movimentos de câmera passou a ser plenamente reconhecido pelos pares, principalmente depois do seu primeiro longa-metragem como diretor de fotografia, "Esse Mundo É Meu" (1963), também do irmão Sérgio Ricardo. Em seguida, foi cinegrafista nos filmes "O Desafio" (Paulo César Saraceni, 1964) e "A Falecida" (Leon Hirszman, 1965). Trabalhou com diretores como Nelson Pereira dos Santos (em Fome de Amor, de 1968, e Azyllo Muito Louco, de 1969, ambos premiados com o Candango de melhor fotografia no Festival de Brasília), Arnaldo Jabor (Opinião Pública, de 1967, O Casamento, de 1975, e Tudo Bem, de 1978, este também premiado em Brasília), e Ruy Guerra (Os Deuses e os Mortos, 1970, igualmente premiado em Brasília). A sua habilidade com a câmera na mão chamou a atenção de Glauber Rocha, que o convidou para operar a câmera de Terra em Transe (1967).
Trabalhou ainda nos filmes "ABC do Amor" (1966) - no episódio "O Pacto", dirigido por Eduardo Coutinho; - "Edu, Coração de Ouro" (1967), "Feminices" (2004) e "Carreiras" (2005), de Domingos Oliveira; "Os Herdeiros" (1970), "Quando o Carnaval Chegar" (1972) e "Joana Francesa" (1973), de Carlos Diegues; "Como era Gostoso o Meu Francês" (1970), de Nelson Pereira dos Santos; "A Lira do Delírio" (1973), de Walter Lima Jr.; "Pra Frente, Brasil" (1981), de Roberto Farias; "Jogo da Vida" e "Harmada", de Maurice Capovilla; "Vida e obra de Ramiro Miguez" (2002), de Alvarina Souza Silva; e "500 almas" (2004), de Joel Pizzini.
Em 1994, fotografou o telefilme Uma Mulher Vestida de Sol dirigido por Luiz Fernando Carvalho, que marcou a estreia da obra de Ariano Suassuna na televisão. Baseado na peça teatral homônima e inédita do escritor, o roteiro teve assinatura do próprio Ariano em parceria com o diretor. 
Foi seis vezes premiado no Festival de Brasília e quatro vezes pelo Instituto Nacional de Cinema. Em 2002, recebeu o Prêmio ABC de Cinematografia pelo conjunto da sua obra.
Aposentado, Dib Lutfi viveu no Retiro dos Artistas até sua morte em 26 de outubro de 2016, vítima de pneumonia, decorrente de complicações provocadas pelo mal de Alzheimer.